# Shinichi Kawano
Shinichi Kawano (河野 真一 Kawano Shinichi?), född 5 november 1969 i Miyazaki prefektur, är en japansk före detta fotbollsspelare.
Kawano började sin karriär 1992 i Urawa Reds. 1992 blev han utlånad till Argentino de Rosario. 1996 flyttade han till Vissel Kobe. Han avslutade karriären 1997.